# ヴェストフォール丘陵
ヴェストフォール丘陵（Vestfold Hills）は、南極大陸のプリンセス・エリザベス・ランドのイングリット・クリステンセン海岸のソルズダール氷河の北側にある、丸い岩だらけの海岸丘陵で、面積は411㎢である。
丘陵は、狭いフィヨルドに囲まれた西向きの3つの半島で区分される。ほとんどの丘の高さは30〜90mで、最高峰は160m近くにもなる。

## 地理
ヴェストフォールド丘陵は、雪や氷がほとんどないため、南極のオアシスに分類される。この地域には、300を超える湖や池があり 、中でも部分循環湖では世界最大の面積のものが存在するとされている。この地域には、6つの海洋盆地と7つの季節的に孤立した海洋盆地（SIMB）を含む37の恒久的に成層した水域があり、これらの成層水域はまた、非常に多様性に富んでいる。塩分濃度は4 g L−1、 235 g  L−1、温度は-14℃から24℃、深さは5メートルから110メートル、面積は3.6ヘクタールから146ヘクタール、水面は海面下30メートル（98フィート）から海抜29メートル（95フィート）の範囲にある。この地域には、大きな湖であるバートン湖のほか、小さなクローク湖とキャンプ湖がある。

## 歴史と命名
1935年2月20日、ラース・クリステンセンによって派遣されたノルウェーの捕鯨船「Thorshavn」の船長クラリウス・ミケルセンとその妻、乗組員7名（船の歯科医リーフ・ソールズダル含む）がヴェストフォール丘陵を発見し北部へ上陸した。これにより、キャロライン・ミケルセンは女性として初めて南極大陸に足を踏み入れることになった。
ヴェストフォル丘陵は、捕鯨の本拠地サンデフィヨルドがあるノルウェーのヴェストフォル県にちなんで名づけられた。この丘陵地帯とその周辺の島々は、ラース・クリステンセン探検隊（1936-37年）が撮影した航空写真から地図にしたものである。さらにリンカーン・エルズワースによって短期間の上陸が行われ、1939年にはヒューバート・ウィルキンスによっていくつかの主張がなされた。この地域は、米海軍のハイジャンプ作戦（1946-47年）により空から撮影され、1954年と1955年にはフィリップ・ロー率いるANARE（オーストラリア国立南極観測隊）が上陸し、探検を行った。1957年1月、ANAREによってデイビス基地が設立された。

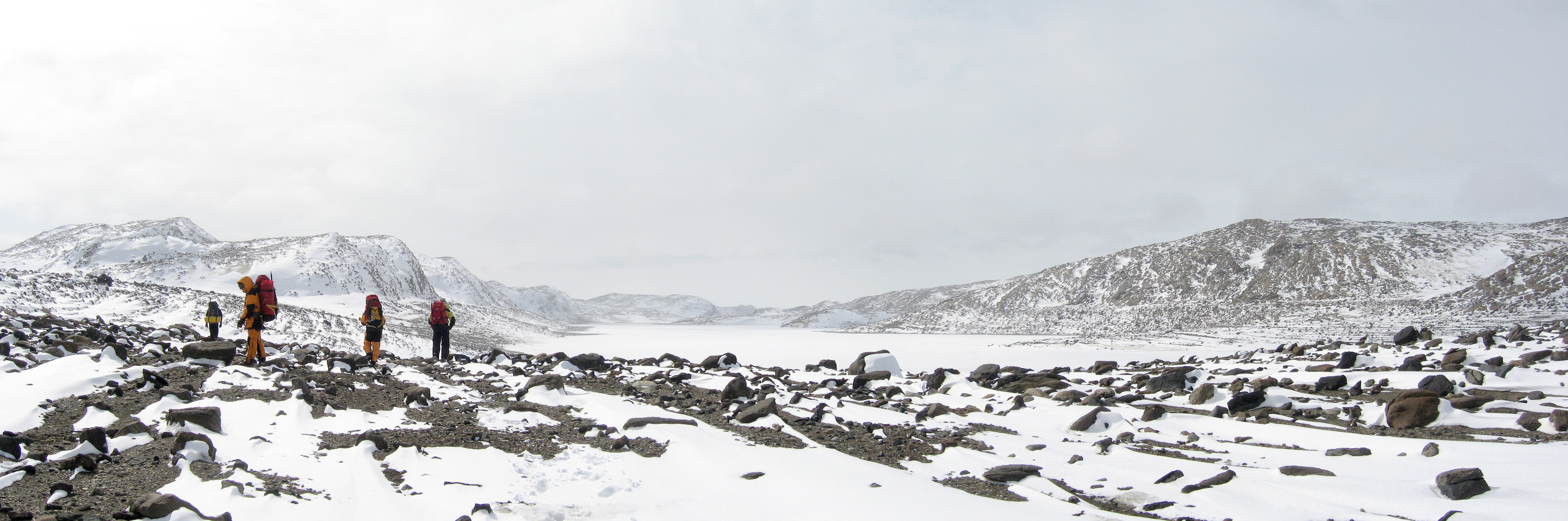
雪に覆われた南極のヴェストフォール丘陵にあるスティニア湖の北端のパノラマ写真。